# Serge Poljinsky
Serge Poljinsky est un réalisateur et peintre français né à Nice le 9 mai 1952.

## Biographie
Serge Poljinsky est issu d'une famille d'artistes de la scène chorégraphique : son père dirigeait la compagnie Gayane dans laquelle sa mère était danseuse vedette. 
Ancien élève des Arts-Déco, il a été sélectionné par Salvador Dalí pour faire partie des dix personnes autorisées à suivre ses cours particuliers.
Après quelques courts métrages et des productions institutionnelles et publicitaires, il a réalisé en 1974 son premier long métrage, Le Funambule, interprété par Pierre Arditi et récompensé par le Prix Spécial du Jury au Festival de Hyères en 1975.
En 1975, il a participé avec Jean-Michel Carré et Yann Le Masson à la fondation du collectif militant Grain de sable.
En 1987 il crée la scoop  Polymedia qui produit un long métrage pour enfants Fabuleux La Fontaine, également distribuée en une série de 26 fois 5 minutes pour les TV. La première présentation a eu lieu au Festival de la Ciotat dans les Bouches du Rhône. À cette époque avec Sandra Zadeh, Serge Poljinsky avait aussi mis en place le CMDC (centre méditerranéen de diffusion cinéma) installé dans l'ancienne gare des Milles. Là se tournaient, se montaient et se sonorisaient les films en animation Fabuleux La Fontaine.
Serge Poljinsky avec le CMDC ouvre la salle de cinéma Le Galet à Saint Martin de Crau à la suite du Festival Cinéma de Plein Air organisé dans 52 communes de la région PACA sous forme de diffusion itinérante dans les villages dépourvus de salle de cinéma. Durant quatre années d'exploitation, il en sera lie directeur, le programmateur et l'animateur auprès des scolaires fréquentant la salle. De nombreux débats avec les réalisateurs et producteurs auront été organisés avec un dynamisme et une forte énergie communicative. Le cinéma LE GALET a vu le jour grâce à l'aide de l'ADRC du Centre National du Cinéma et de l'Image animée.
De retour à Paris en 2001, Serge Poljinsky a formé des comédiens et des techniciens à l'EICAR. 
Il est également auteur de nombreux scénarios dont Crimes et Châtiments et du Secret De Mona Lisa.
Serge Poljinsky est également artiste-peintre. Il produit et vend de nombreux tableaux durant les périodes où il ne tourne pas. Il expose principalement à l'étranger jusqu'au jour où dans la cité médiévale de Ferrières-en-Gâtinais, située au nord est du Loiret, l'opportunité lui est faite d'avoir un musée à son nom. Le Musée  Poljinsky est fortement inspiré et marqué par son mentor Salvador Dali qui disait fort justement "C'est quand un artiste est vivant qu'il a besoin d'un musée, quand il est mort ce musée ne sert qu'aux survivants".
C'est un musée vivant puisqu'il permet de créer des œuvres qui sont ensuite adjugées aux enchères publiques et que les enfants des établissements scolaires des environs ont un accès privilégié avec une initiation graphique et picturale.
Serge Poljinsky est présenté comme « cinéaste d'intervention sociale ».

## Filmographie partielle
- 1974 : Le Funambule
- 1977 : Nucléaire danger immédiat
- 1978 : Malville : État de siège
- 1976 : La ville est à nous
- 1980 : Le Noir Printemps des jours
- 1980 : Le Juste Droit (coréalisatrice : Sandra Zaneh)
- 1981 : Solidarnosc
- 2004 : Chypre Outragée
- 2010 : Jours Tranquilles